# Eois punctifera
Eois punctifera är en fjärilsart som beskrevs av Paul Dognin 1911. Eois punctifera ingår i släktet Eois och familjen mätare. Inga underarter finns listade i Catalogue of Life.